# CONCACAF-olimpiai selejtezőtorna
A CONCACAF-olimpiai selejtezőtorna (angolul: CONCACAF Men's Olympic Qualifying Tournament) egy 23 éven aluliak számára kiírt labdarúgó-selejtező-torna, amely az olimpiára történő kijutásról dönt. A sorozatban Észak- és Közép-Amerika, illetve a Karib-térség U23-as válogatottjai vesznek részt.

## Eddigi eredmények
| Év             | Rendező          | Győztes               | 2. helyezett     | 3. helyezett     | 4. helyezett     |
| -------------- | ---------------- | --------------------- | ---------------- | ---------------- | ---------------- |
| 1960 Részletek | Nem volt rendező | Argentína             | Peru             | Brazília         | Mexikó           |
| 1964 Részletek | Mexikó           | Mexikó                | Suriname         | Egyesült Államok | Panama           |
| 1968 Részletek | Nem volt rendező | Csoportkörös rendszer |                  |                  |                  |
| 1972 Részletek | Nem volt rendező | Mexikó                | Egyesült Államok | Guatemala        | Jamaica          |
| 1976 Részletek | Nem volt rendező | Mexikó                | Guatemala        | Kuba             |                  |
| 1980 Részletek | Nem volt rendező | Costa Rica            | Egyesült Államok | Suriname         |                  |
| 1984 Részletek | Nem volt rendező | Costa Rica            | Kanada           | Kuba             |                  |
| 1988 Részletek | Nem volt rendező | Csoportkörös rendszer |                  |                  |                  |
| 1992 Részletek | Nem volt rendező | Egyesült Államok      | Mexikó           | Kanada           | Honduras         |
| 1996 Részletek | Kanada           | Mexikó                | Kanada           | Costa Rica       | Jamaica          |
| 2000 Részletek | USA              | Honduras              | Egyesült Államok | Mexikó           | Guatemala        |
| 2004 Részletek | Mexikó           | Mexikó                | Costa Rica       | Honduras         | Egyesült Államok |
| 2008 Részletek | USA              | Honduras              | Egyesült Államok | Kanada           | Guatemala        |
| 2012 Részletek | USA              | Mexikó                | Honduras         | Salvador         | Kanada           |
| 2016 Részletek | USA              | Mexikó                | Honduras         | Egyesült Államok | Kanada           |

## Győzelmek száma országonként
| Csapat             | Győztes                                      | 2. helyezett         |
| ------------------ | -------------------------------------------- | -------------------- |
| Mexikó             | 7 (1964, 1972, 1976, 1996, 2004, 2012, 2015) | 1 (1992)             |
| Egyesült Államok   | 2 (1988, 1992)                               | 3 (1980, 2000, 2008) |
| Honduras           | 2 (2000, 2008)                               | 2 (2012, 2015)       |
| Costa Rica         | 2 (1980, 1984)                               | 1 (2004)             |
| Salvador           | 1 (1968)                                     |                      |
| Guatemala          |                                              | 3 (1972, 1976, 1988) |
| Kanada             |                                              | 2 (1984, 1996)       |
| Suriname           |                                              | 1 (1964)             |
| Trinidad és Tobago |                                              | 1 (1968)             |